# Basilia natterei
Basilia natterei är en tvåvingeart som först beskrevs av Friedrich Anton Kolenati 1857.  Basilia natterei ingår i släktet Basilia och familjen lusflugor. Inga underarter finns listade i Catalogue of Life.